# Kongelig Dansk Yachtklub
Kongelig Dansk Yachtklub (KDY) (deutsch: Königlich Dänischer Yachtclub) ist der älteste und größte Segelverein Dänemarks mit dem Hauptsitz in Tuborg Havnepark 15, Hellerup (Kopenhagen).

## Gründung
Der Club wurde am 3. Juli 1866 gegründet nach einer Regatta in Nyborg auf der Insel Fünen und führte ursprünglich den Namen Dansk Forening for Lystsejlads (deutsch: Dänische Vereinigung für Sportschifffahrt). Seit dieser Zeit arbeitete der Verein daran, den Segelsport in Dänemark zu fördern und seine Mitglieder in der Ausübung ihres Sports zu unterstützen.
Die Zahl der Mitglieder wuchs im Laufe der Jahre rasch an und betrug im Jahr 1891 zum 25-jährigen Jubiläum 900 Mitglieder. 1920 erreichte man 1700 Mitglieder. In den Nachkriegsjahren des Ersten Weltkrieges brach die Zahl der Mitglieder stark ein und stabilisierte sich in der Periode von 1930 bis 1958 bei einer Mitgliederstärke von ca. 1.000. Danach stieg die Anzahl wieder stark an, bis 1983 die Zahl von 2.700 Mitgliedern erreicht wurde. Heute hat der Kongelig Dansk Yachtklub ca. 2.200 Mitglieder, von denen sich viele in der dänischen Provinz und im Ausland befinden.

## Schirmherrschaft, Namensgebung und Stander
Anlässlich des 25-jährigen Vereinsjubiläums im Jahr 1891 verlieh König Christian IX. dem Verein das Recht, sich künftig Kongelig Dansk Yachtklub zu nennen. Er übernahm die royale Schirmherrschaft, eine Tradition, die seitdem von jedem dänischen Monarchen weitergeführt wurde. Seit 2024 ist König Frederik X. Schirmherr. Der bisher genutzte weiße Vereinsstander mit drei roten Sternen wich ab 1891 und der Namensänderung dem neuen Stander mit einer Königskrone über drei gelben Sternen.
Die Yacht-Flagge (die dänische Marine-Flagge mit den Buchstaben Y.F. in dem oberen Quadranten) war als Nationalflagge auf Sportbooten erlaubt bis ins Jahr 1865, bevor Yacht-Clubs als solche überhaupt existierten. Im Jahr 1873 war es Vereinsmitgliedern auf allerhöchster Anweisung gestattet, drei Sterne diagonal unter den Buchstaben Y.F. in ihrer Yacht-Flagge zu zeigen.

## Klubhaus

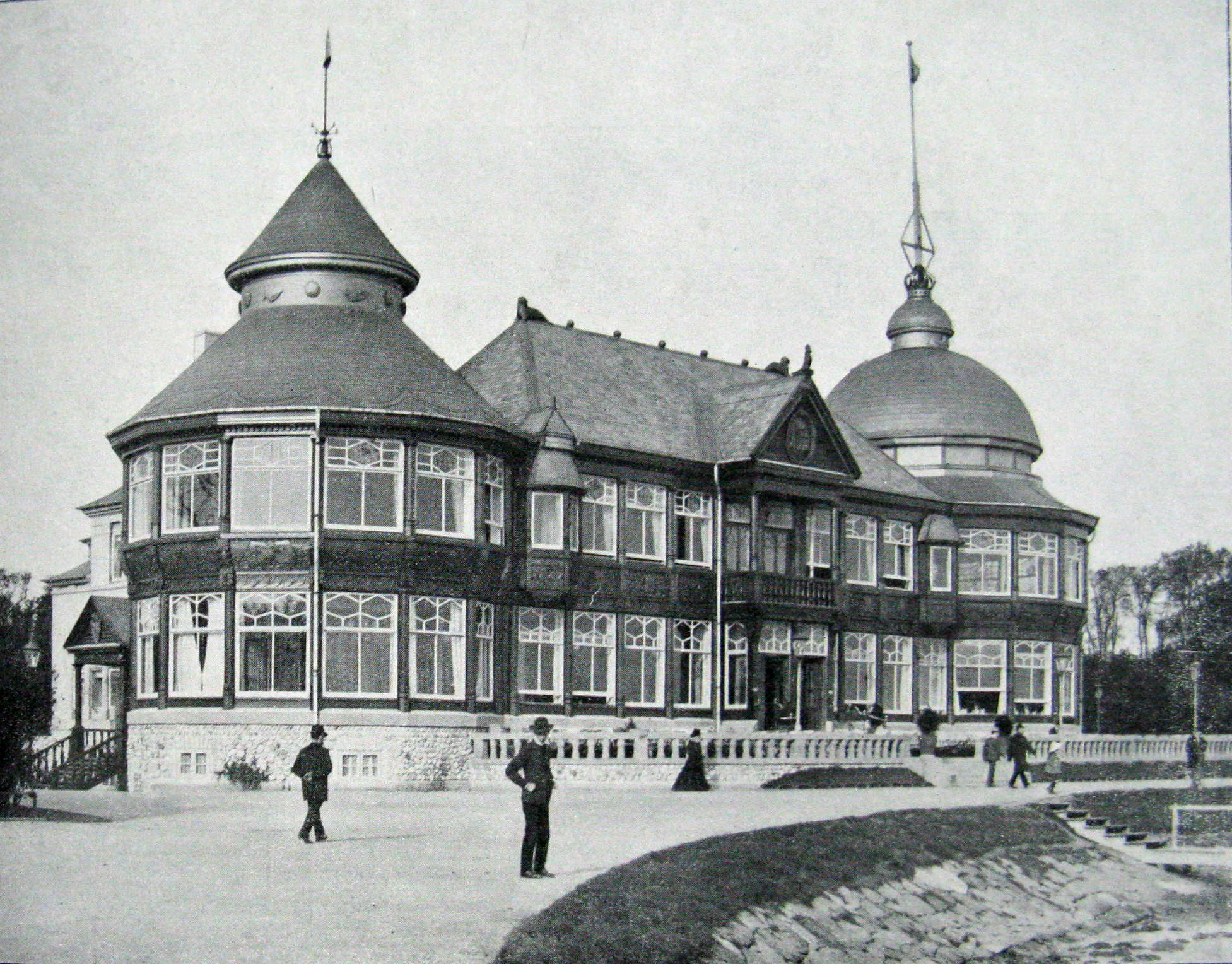
Klubhaus KDY Langelinjepavillon, Foto 1919, Architekt: Fritz Koch (1857–1905)

Das erste Klubhaus des Vereins, bekannt als Langelinjepavillon, wurde 1884 errichtet auf dem Pinnebergs Ravelin bei dem Kastell von Kopenhagen und der Uferpromenade Langelinie gegenüber dem Kopenhagener Hafenviertel. Für die ersten 15 Jahre mietete der Klub die Räumlichkeiten von De Forenede Bryggerier, einer Vereinigung von 11 kleineren Brauereien in Kopenhagen. Das Haus wurde 1903 durch ein neues und größeres Gebäude ersetzt, entworfen von dem dänischen Architekten Fritz Koch (1857–1905).
Der beliebte Holzpavillon war die Heimstatt des Klubs bis 1944, als das Gebäude von dem Schalburgkorps (eine dänische SS-Einheit) als Vergeltung für Sabotageakte der dänischen Widerstandsbewegung in die Luft gesprengt wurde. Glücklicherweise hatte der Klub schon 1942 neue Räumlichkeiten im Hafen von Skovshoved im nördlichen Stadtteil von Kopenhagen am Øresund gefunden. In diese Klubräume zog der Verein um und von hier wurden alle Klubaktivitäten gelenkt.
Insbesondere der Junior Club (gegründet 1929) profitierte vom Umzug aus dem Zentrum von Kopenhagen nach Skovshoved. Der Schiffsverkehr im Hafen von Kopenhagen hatte so zugenommen, dass er eine Gefahr für die Jugendboote und die anderen vor dem Langelinjepavillon ankernden Boote bedeutete. Nach der Sprengung des Gebäudes wurden die Regatten im Hafengebiet praktisch eingestellt. Die Jugendabteilung des KDY war die erste organisierte Jugendabteilung in Dänemark und seit 1942 waren die Mädchen anerkannt als Junioren.

## Entwicklung nach dem Zweiten Weltkrieg

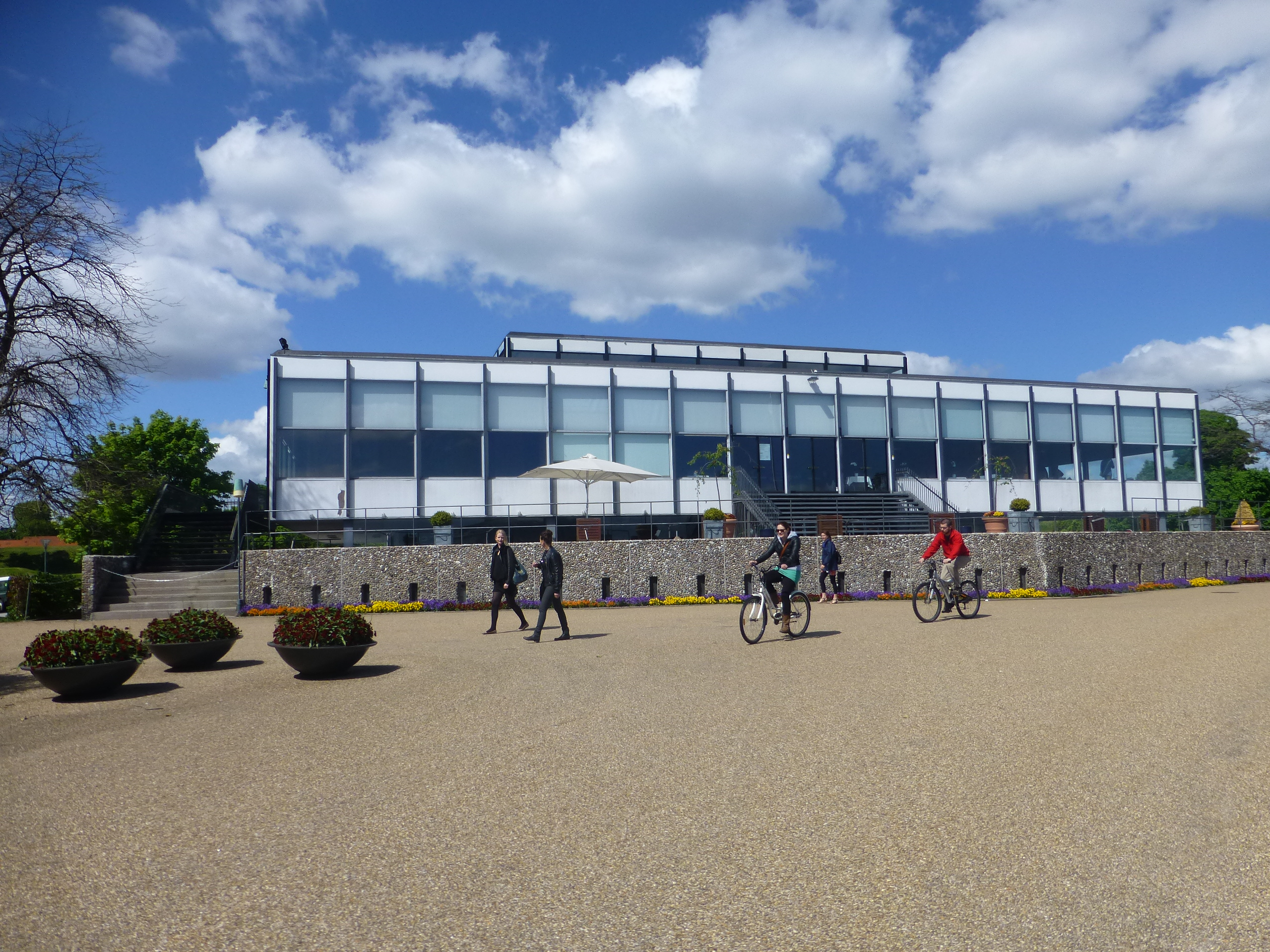
Neues Klubhaus KDY, Langelinjepavillon, Foto 2013, Architekten: Eva und Nils Koppel

Seit dem Zweiten Weltkrieg gab es kaum seglerische Aktivitäten vor Langelinie aber der KDY hatte sein schönes Grundstück und das Sekretariat an dieser Adresse. 1958 bezog der Klub wieder seine Vereinsräume im neuen Langelinjepavillon, entworfen von Eva und Nils Koppel.
Das Segeln erlebte insbesondere in den Jahren 1960 bis 1980 einen enormen Boom. Die Anzahl der Segler, die in einem Verein organisiert sind, stieg von 17.700 auf 60.500 laut den Zahlen der Danish Sailing Association. In derselben Weise wuchs die Zahl der Boote. Um sich dieser Entwicklung anzupassen, musste sich der KDY vergrößern durch das Gelände im Hafen von Rungsted, das in Kooperation mit dem Rungsted Kyst Yacht Club entwickelt wurde. Die Gemeinde von Hørsholm leistete eine finanzielle Unterstützung. Dem Klub gehörte nun ein eigenes Gelände in Rungsted, finanziert zum Teil durch Mitgliederbeiträge und zum Teil durch verschiedene Fonds und Institutionen. KDY konnte zum ersten Mal eine gesunde Finanzierungsgrundlage bilden. Durch eine konsequente Schuldentilgung ist das Klubhaus in Rungsted inzwischen schuldenfrei und die Finanzen stehen auf einer gut konsolidierten Basis.

## Regattaaktivitäten
Die Ansprüche der Mitglieder und die der Segler änderten sich im Laufe der Zeit. Bei Regatten sind olympische Kurse immer populär, Handicap-Regatten und Off-Shore-Regatten sind geschätzt, aber das Interesse geht zurück. Gefragt sind Match-Race-Regatten und mehr familienorientierte Aktivitäten. Der Kongelig Dansk Yachtklub hat diese Nachfrage aufgenommen und bietet eine Vielzahl von Aktivitäten an und schreckt auch nicht zurück, spezielle Projekte anzugehen wie die Teilnahme Dänemarks an dem Admiral’s Cup in den Jahren 1987, 1989 und 1991 und die Unterstützung des Cutty Sark Tall Ships’ Race.
Die Prioritäten des KDY lagen immer in der Nachwuchsarbeit. So sah man neue Möglichkeiten der Förderung, als der Klub den Rolf & Wanda Danckert’s Mindefond (dt.: Erinnerungsfond) im Jahr 1993 erbte. Mit weiterer Unterstützung durch den J.C. Hempel’s Fond kauften sie ein Nachwuchssegelboot Yngling.
Im Jahr 1994 kaufte der Klub zwei SSA-Match-Race-Yachten (SSA = Scandinavian Sailing Association) (dt. Skandinavischer Segler Verband), die sehr populär wurden. Heute gehören sie dem KDY/SKS-Match-Race-Center das gemeinsam mit dem Skovshoved Yacht Club operiert. 1997 kaufte das Match-Race-Center zwei weitere Match-Race-Yachten und besitzt jetzt sechs Stück (Zwei in jedem Verein). Diese Boote waren die Basis für den Erfolg bei der Weltmeisterschaft im Match-Race im Jahr 1999. Das Zentrum ist sehr aktiv und organisiert viele Regatten, z. B. eine jährliche hochrangige Regatta mit Seglern auf den vorderen Plätzen der Weltrangliste. Im Jahr 2005 übernahm KDY einvernehmlich die Anteile vom Skovshoved Yacht Club an dem Match-Race-Center, da Skovshoved eine andere Segelsportausrichtung wollte. Als Konsequenz daraus wurde das Zentrum umbenannt in Royal Match Race Center.

## Zusammenschluss mit Rungsted Kyst Yacht Club
Im Herbst 2000 schlossen sich Kongelig Dansk Yachtklub und Rungsted Kyst Yacht Club zusammen, nachdem die Klubs so viele Jahre Nachbarn in Rungsted gewesen waren und in wichtigen internationalen Regatten zusammengearbeitet hatten. Auf diese Weise kamen viele engagierte Mitglieder und viele Betätigungsfelder neu zum Klub: Vereinsregatten (eine der in Dänemark beliebtesten Aktivitäten), die Optimisten-Abteilung (Kindersegel-Abteilung), Jollen- und Jugendlichen-Abteilung und eine der besten Segelschulen des Landes.
Der nächste große Schritt in der Entwicklung des Kongelig Dansk Yachtklub fand statt, als Königin Margrethe II. persönlich am 12. Juni 2007 das neue Klubhaus im Tuborg-Hafen einweihte.
Das Klubhaus wurde errichtet in Verbindung mit der neuen Marina in Tuborg, die von KDY betrieben wird. Das Gelände war bis vor ein paar Jahren der Sitz die Zentrale der Carlsberg/Tuborg-Brauerei.
Heute operiert der Kongelig Dansk Yachtklub von drei Marinas aus (Rungsted Havn, Skovshoved Havn und Tuborg Havn), um seine mehr als 2.200 Mitglieder zu betreuen und zu unterstützen.

## 150 Jahre KDY
Das Jubiläum 150 Jahre KDY im Jahr 2016 wurde mit einer Reihe von hochrangigen Regatten gefeiert: World Racing Match Tour, Einhandregatta rund um Dänemark,  ORC-Weltmeisterschaft und Regatten für die Meter-Klassen 5,5mR, 8mR und 12mR, die vor Tuborg ausgetragen wurden.

## Olympische Medaillen von Clubmitgliedern

### Gold-Medaillen
- 1964 –  Christian von Bülow im Drachen

### Silber-Medaillen
- 1912 – Steen Herschend, Hans Meulengracht-Madsen und Sven Thomsen in der 6-Meter-Klasse
- 1924 – Knud Degn, Christian Nielsen und Vilhelm Vett in der 6-Meter-Klasse
- 1928 – Aage Høy-Petersen, Sven Linck,  Niels Møller, Peter Schlütter und Vilhelm Vett in der 6-Meter-Klasse
- 1956 – Cyril Andresen und Christian von Bülow im Drachen
- 1968 – Niels Markussen im Drachen
- 2012 – Jonas Høgh-Christensen im Finn Dinghy

### Bronze-Medaillen
- 1948 – Klaus Baess im Drachen
- 1964 – Henning Wind im Finn-Dinghy